# Лефтій Антоніна Володимирівна
Антоні́на Володимирівна Лефті́й (нар. 30 травня 1945, Северинівка, Кам'янський район, Молдавська РСР) — радянська кіноактриса. Заслужена артистка УРСР (1978).

## Біографія
1967 закінчила Всесоюзний державний інститут кінематографії (майстерня В. Бєлокурова), працювала з 1965 року на Кіностудії ім. О. Довженка. Антоніна Лефтій увійшла в історію українського поетичного кіно після ролей у фільмах Леоніда Осики «Камінний хрест» та «Захар Беркут». У фільмі Михайла Калика «Любити...» лірично втілила молоду молдаванку.
Перший чоловік Леонід Осика почав зловживати алкоголем, тому вона розлучилась із ним. 1988 разом із новим чоловіком, ще як громадянка СРСР, емігрувала до Австралії. Мешкає у Сіднеї. Син від першого шлюбу — Дмитро, закінчив театральний інститут, захистив диплом про творчість Вісконті, займається бізнесом. Від другого — син Андрій.

## Фільмографія
| фільм                                    | рік  | роль                                                        |
| ---------------------------------------- | ---- | ----------------------------------------------------------- |
| Та, що входить в море (короткометражний) | 1965 | мати                                                        |
| Хочу вірити                              | 1965 | гостя Галі Наливайко (немає в титрах)                       |
| Київські фрески (незавершений)           | 1966 | жінка з кільцем                                             |
| Хто повернеться — долюбить               | 1966 | Тоня                                                        |
| Непосиди                                 | 1967 | дівчина на весіллі                                          |
| Камінний хрест                           | 1968 | Антоніна                                                    |
| Любити...                                | 1968 | Нуца (головна роль)                                         |
| Острів Вовчий                            | 1969 | Наталя                                                      |
| Захар Беркут                             | 1971 | Мирослава                                                   |
| Зозуля з дипломом                        | 1971 | Наталка                                                     |
| Камінний господар (фільм-вистава)        | 1971 | Долорес                                                     |
| Схованка біля Червоних каменів           | 1972 | Зульфія                                                     |
| Дід лівого крайнього                     | 1973 | Поля                                                        |
| Як гартувалась сталь                     | 1973 | Рита Устимович                                              |
| Біле коло                                | 1974 | Валентина Петрівна вчителька                                |
| Осінні грози                             | 1974 | Домніка                                                     |
| Я — Водолаз-2                            | 1975 | Маша                                                        |
| Не вір крику нічного птаха               | 1975 | Марія (головна роль)                                        |
| Така вона, гра                           | 1976 | Ольга                                                       |
| Тривожний місяць вересень                | 1976 | Антоніна Семеренкова                                        |
| Гармонія                                 | 1977 | Людмила Невєрова інженер-конструктор, передовик виробництва |
| Женці                                    | 1978 | Тетяна                                                      |
| Море                                     | 1978 | Кама (головна роль)                                         |
| Тільки краплю душі                       | 1978 | мати Вовки                                                  |
| Ой не ходи, Грицю, та й на вечорниці     | 1978 | Маруся                                                      |
| Розколоте небо                           | 1979 | Марія                                                       |
| Рідна справа                             | 1979 | Лєна                                                        |
| Ніжність до ревучого звіра               | 1982 | Ірина                                                       |
| Тихі води глибокі                        | 1984 | Раїса                                                       |
| Червоні черевички                        | 1986 | Ганна мама Марійки та Миколи                                |